# Eta Boötis
Eta Bootis (η Boo) – gwiazda w gwiazdozbiorze Wolarza, będąca podolbrzymem typu widmowego G. Znajduje się około 37 lat świetlnych od Ziemi.

## Nazwa
Gwiazda ta ma nazwę własną Muphrid, która wywodzi się od arabskiego ‏مفرد الرامح‎ mufrid ar-rāmiħ, „samotna (gwiazda) lansjera”. Wywodzi się od nazwy innej pobliskiej gwiazdy, jaśniejszego Arktura.

## Charakterystyka
Eta Bootis jest trzecią co do jasności gwiazdą w gwiazdozbiorze Wolarza, po Arkturze i Izarze. Jest to podolbrzym, w którego jądrze stosunkowo niedawno ustały reakcje łączenia wodoru w hel; trwają one natomiast w otoczce jądra i gwiazda stopniowo zamienia się w czerwonego olbrzyma. Gwiazda ma około dwukrotnie większą zawartość metali niż Słońce i bardzo gorącą koronę (zewnętrzną atmosferę), w której temperatura sięga 3,5 mln kelwinów, prawie dwukrotnie więcej niż w koronie słonecznej.
Muphrid to gwiazda spektroskopowo podwójna, jego widmo wskazuje na obecność towarzyszącego podolbrzymowi białego karła. Widoczna przez teleskop optycznie bliska gwiazda dziewiątej wielkości gwiazdowej, BD+19 2726, nie jest fizycznie związana z eta Bootis.